# Sungai Raya (Singkep Barat)
Sungai Raya is een bestuurslaag in het regentschap Lingga van de provincie Riau-archipel, Indonesië. Sungai Raya telt 988 inwoners (volkstelling 2010).